# Église Saint-Laurent d'Almancil
L’église de Saint-Laurent des Bois (São Lourenço dos Matos) est située dans la ville d'Almancil, municipalité de Loulé au Portugal.

## Description
L'église a été construite au XVIIIe siècle et consacrée à Saint Laurent, à la suite d'un miracle lorsque les habitants cherchaient de l'eau. Ses lignes et sa décoration sont de style baroque, avec un retable sculpté et doré, et les détails décoratifs de la porte triomphale et du bas d'un dôme. L'intérieur est entièrement recouvert d'azulejos faits à Lisbonne vers 1730, mettant en scène les moments importants de la vie du saint. Elle contient de nombreuses statues des XIIe et XVIIIe siècles. La sacristie contient un beau coffre sculpté. L'ensemble forme un très bel exemple de l'architecture du Portugal.

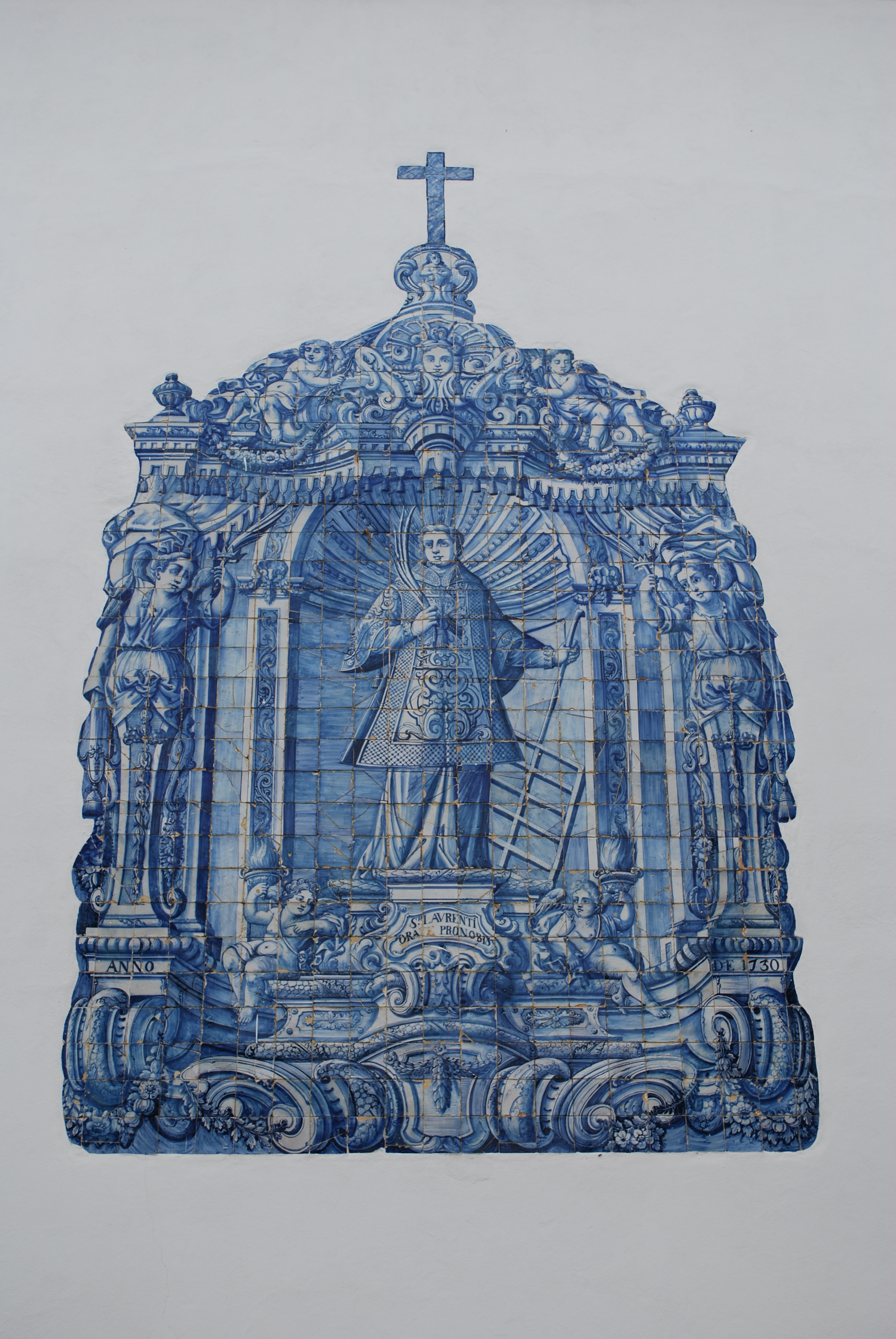
Azulejo, église de Saint Laurent des Bois
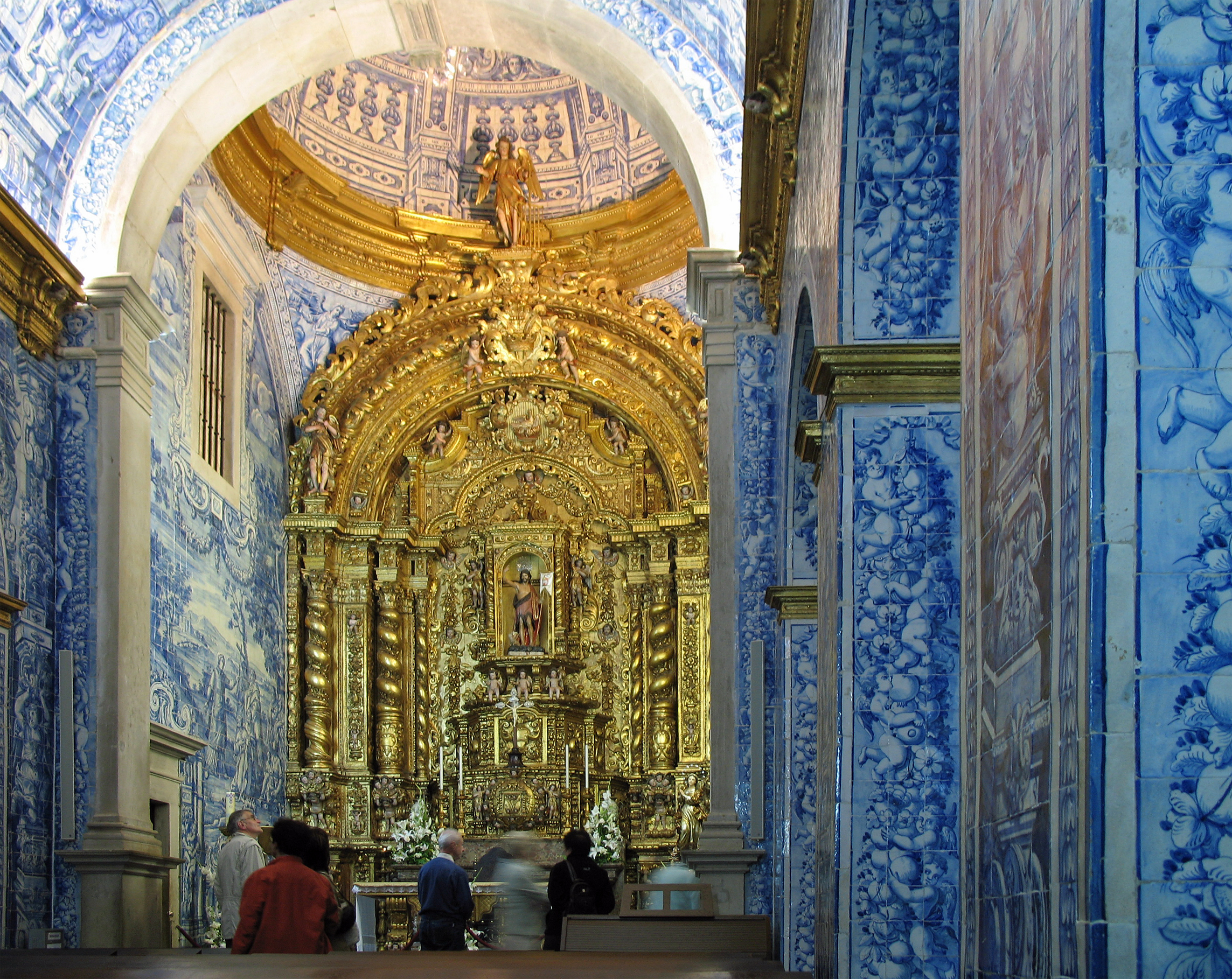
Intérieur de l'église